# Henk van Bennekum
Hendrik P.C. (Henk) van Bennekum (Giessendam, 14 juli 1946) is een Nederlandse beeldhouwer, wandschilder en keramist.

## Leven en werk
Van Bennekum is een zoon van de schilder en beeldhouwer Aart van Bennekum. Hij werd in 1946 geboren in Giessendam (de huidige gemeente Hardinxveld-Giessendam) en volgde zijn opleiding beeldhouw- en omgevingskunst aan de Academie voor Beeldende Vorming in Tilburg. Van Bennekum was werkzaam als docent vormgeving in Schoonhoven en maakt als kunstenaar geometrisch-abstracte en constructivistische werken voor de openbare ruimte van Gorinchem en in vele steden in Nederland.
De kunstenaar woont en werkt in Hardinxveld-Giessendam.

## Werken (selectie)
- Hekwerk (1976) en Binnenkant/buitenkant (1980/81), Dordrecht - vormgeving in samenwerking met Evert van Lopik
- Drievoudige haakse (1981), Dordrechts Museum in Dordrecht
- Cyclus (1981), Alblasserdam - verplaatst in 2011
- Twee driehoeken (1981), Broekschouwweg in Zoetermeer
- Zonder titel (1981), Dr Hiemstralaan in Gorinchem
- Gevelobject (1984), Jongeren Adviescentrum in Dordrecht
- Stadspoort (1985), Banneweg in Gorinchem - geplaatst in 2011 (oorspronkelijk bij Damen Shipyards)
- Pleinobject (1986, Raadhuisplein in Heerlen
- Crescendo (1986), W. de Vries Robbéweg in Gorinchem
- Sequence V of Horizontaal beeld (1987), Hugo de Vrieslaan in Amsterdam
- Opengevouwen diagonaal gedeelte prisma (1988), Woningbouwvereniging Esprit in Gorinchem
- Opengevouwen (1990), Suringarpad in Leeuwarden - geplaatst in 2006
- Entree object (1991/92), Gemeentehuis Teylingen aan het Raadhuisplein in Sassenheim
- De bron (1994), Boskoop
- Pleinobject (1994/95), Schoonhovens College, locatie Albert Plesmanstraat,in Schoonhoven
- Pleinobject (1996), Scholengemeenschap Merewade in Gorinchem
- Driehoekvariant (1999), Nationale Bomenbank in Bleskensgraaf
- Signum III (2003), gemeentehuis in Rhenen
- Deellijn (2004), Tijsjesdijk in Rhoon
- Zonder titel (2005), Rozenlaan in Oegstgeest
- Untitled (2007), Museo de las Artes (MUSAS) in Guadalajara (Mexico)
- Obelisk (2007), Archipelweg in Leeuwarden
- Nieuwe door gang (2010), Papekop, gem.Oudewater
- Concrete Dynamiek (2010), Lek beton in Groot-Ammers

## Fotogalerij

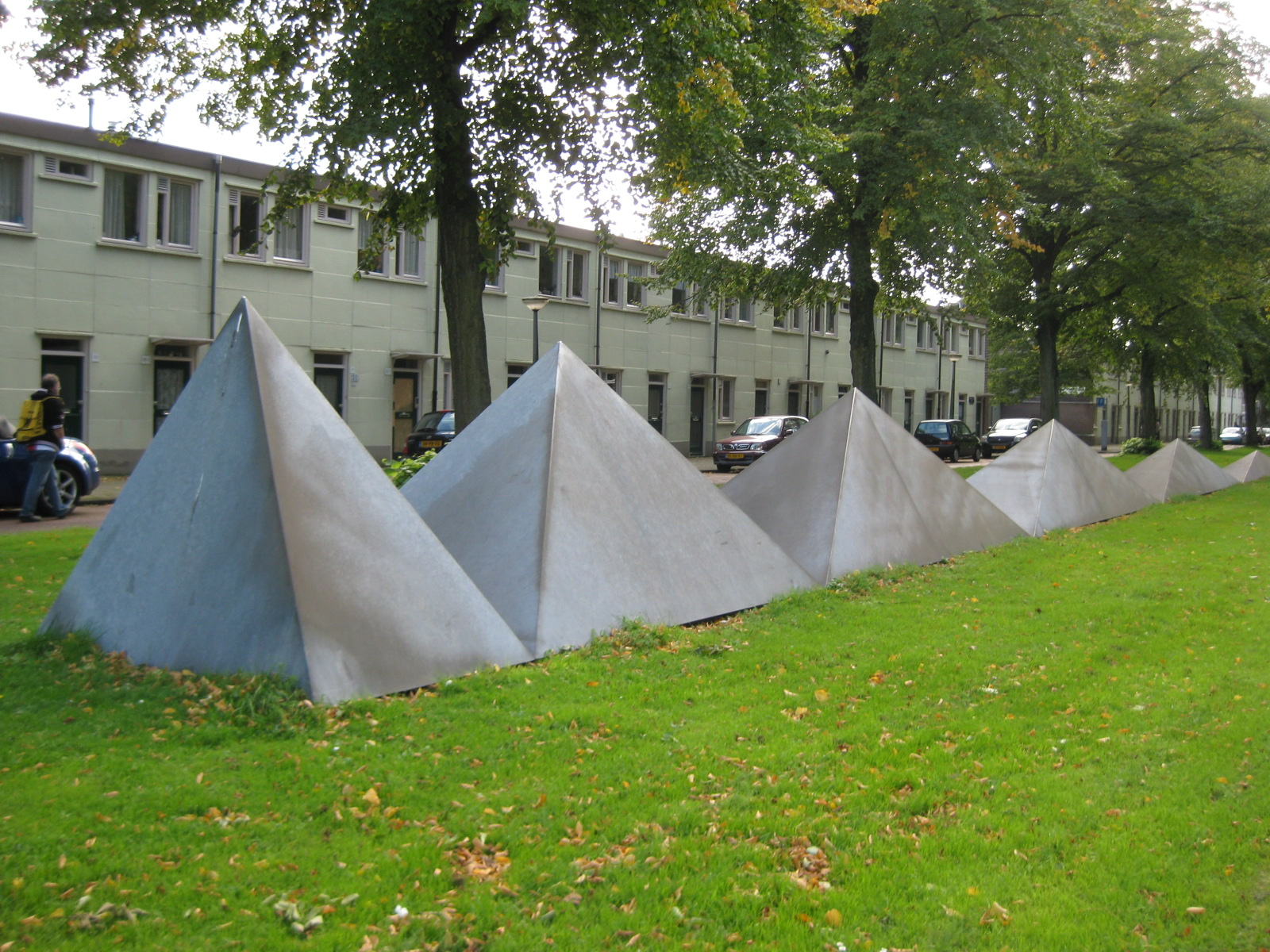
Horizontaalbeeld (1987), Amsterdam
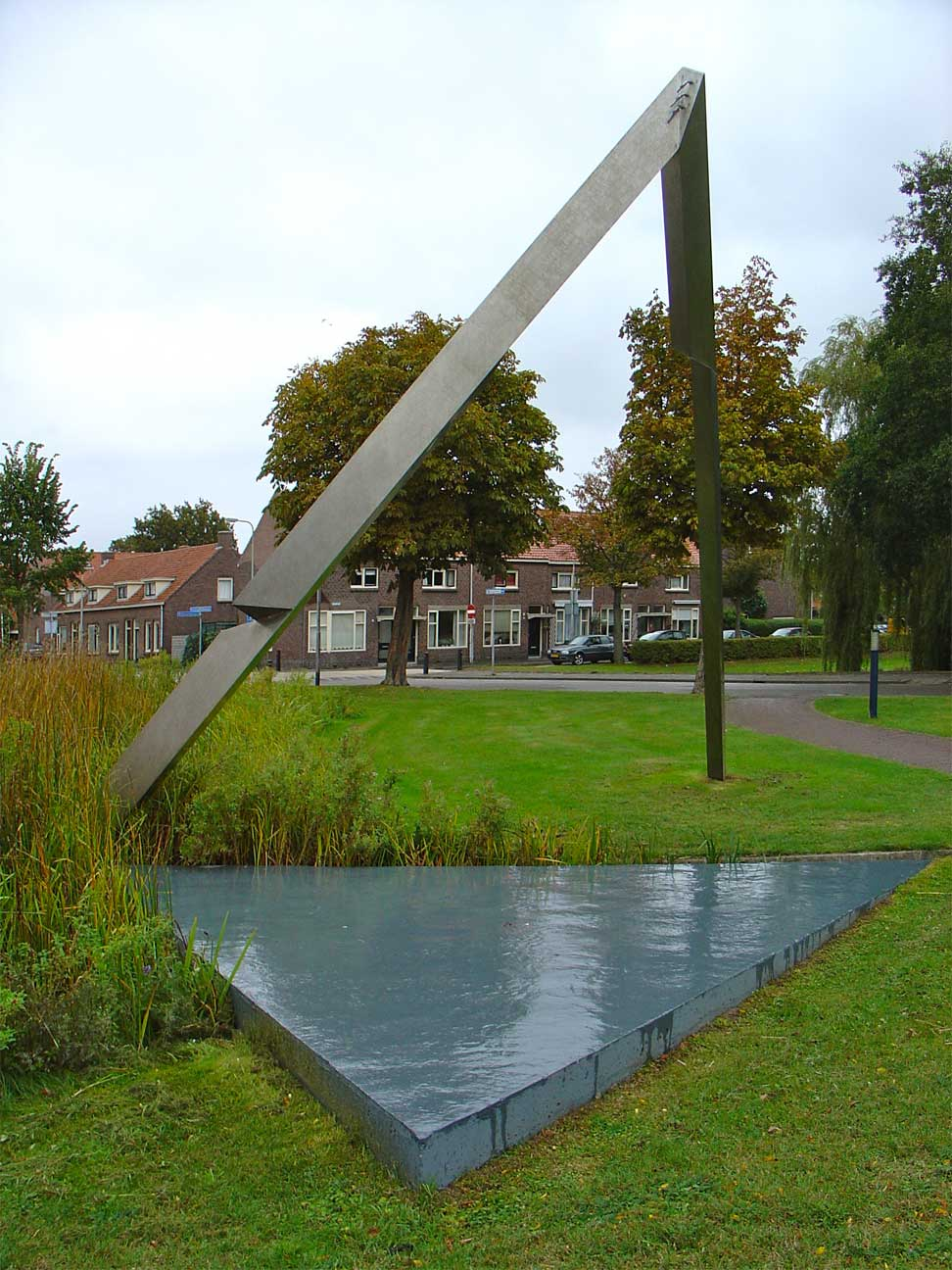
Entree object (1991/92), Sassenheim
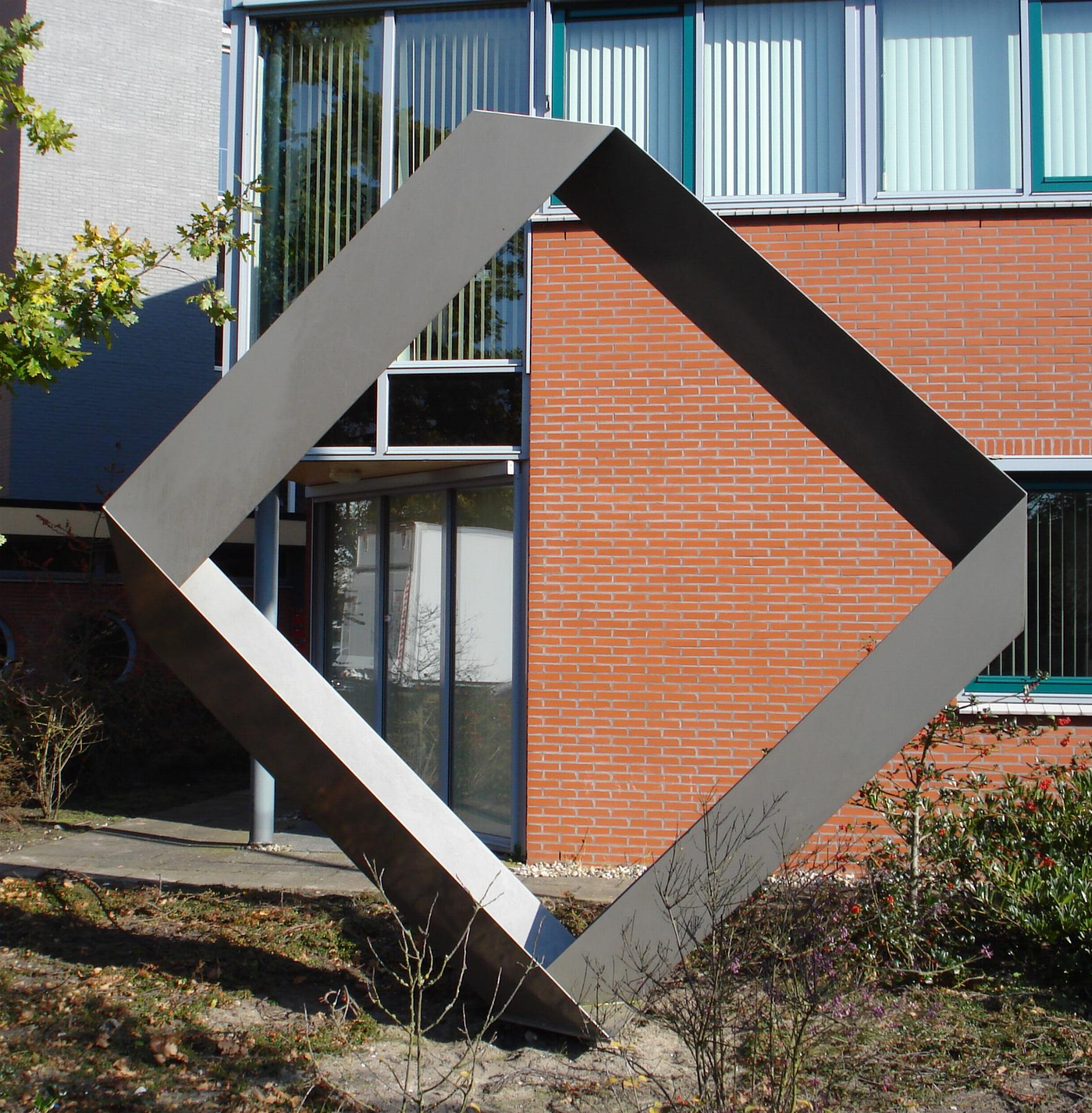
Zonder titel (2005), Oegstgeest
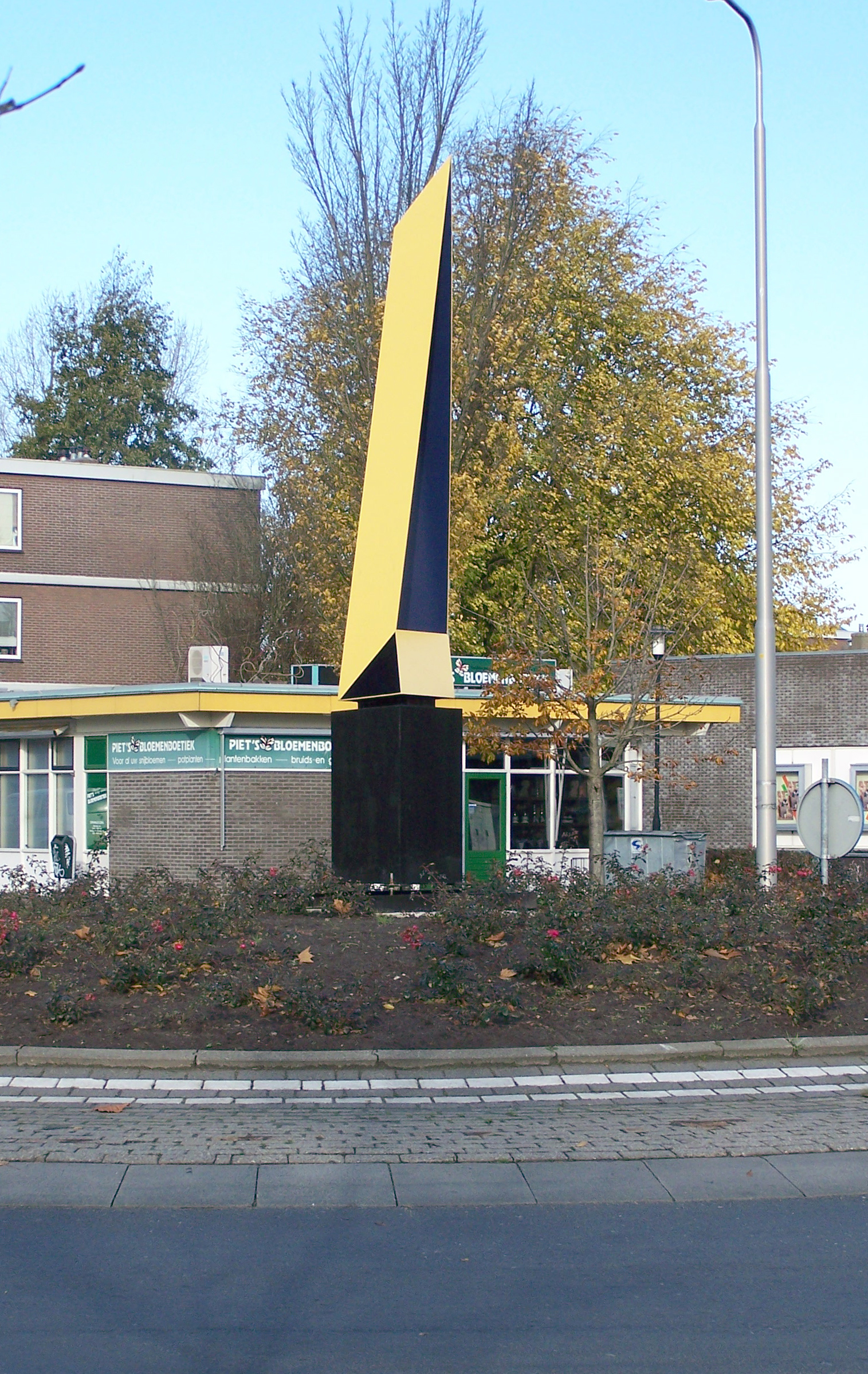
Obelisk (2007), Leeuwarden